# Молодіжний рух «Спротив»
Молодіжний рух «Спротив» — Всеукраїнський молодіжний неієрархічний рух, який об‘єднав молодіжні громадські, студентські організації та студентські профспілки. 
Заснований 19 травня 2010 року в Києві.
4 червня 2010 року Молодіжний рух «Спротив» провів у Києві акцію під назвою: «Янукович: 100 днів ганьби та брехні», яка була присвячена першим ста дням перебування Віктора Януковича на посаді Президента України.
Новостворений молодіжний рух планує скоординувати свою діяльність з Народним комітетом захисту України та іншими політичними об’єднаннями, партіями, громадським організаціями, які поділяють його принципи.